# Стоичков, Христо
Хри́сто Стоичков Стои́чков (болг. Христо Стоичков Стоичков; род. 8 февраля 1966, Пловдив, Болгария) — болгарский футболист, нападающий. Основную часть карьеры игрока провёл в клубах ЦСКА (София) и «Барселона». Выступал за сборную Болгарии с середины 1980-х до конца 1990-х годов. Третий бомбардир в истории сборной Болгарии (37 голов).
В составе «Барселоны» — победитель Кубка чемпионов и Кубка кубков УЕФА, двукратный обладатель Суперкубка УЕФА, четырёхкратный чемпион Испании. В 1994 году получил «Золотой мяч» как лучший футболист Европы. На чемпионате мира 1994 года вместе с Олегом Саленко стал лучшим бомбардиром.
Завершил карьеру игрока в 2003 году, в период с 2004 по 2013 год был тренером национальной сборной Болгарии, испанской «Сельты», южноафриканского клуба «Мамелоди Сандаунз» и болгарского «Литекса». В 2013 году руководил софийским ЦСКА.

## Биография

### Карьера в Болгарии
На детском и юношеском уровне выступал за клуб «Марица» из родного Пловдива.
Стоичков начинал свою взрослую карьеру в софийском ЦСКА. Летом 1985 года его карьера прервалась после того, как он получил пожизненную дисквалификацию за драку в финале Кубка Болгарии с игроками команды «Левски-Спартак». Стоичков отправился служить в армию. Спустя полгода решение о дисквалификации было отменено, но карьеру игрока Стоичков продолжил лишь в 1986 году.
В полуфинале Кубка обладателей кубков 1988/89 «Средец» (как тогда назывался ЦСКА после инцидента 1985 года) играл с «Барселоной». Болгарский клуб дважды проиграл (2:4 в Барселоне и 1:2 дома), но Стоичков забил все три мяча своей команды. В том сезоне Стоичков стал лучшим бомбардиром Кубка кубков с 7 голами. Тренер каталонского клуба Йохан Кройф настоял на том, чтобы со Стоичковым был подписан контракт. Однако сезон 1989/90 Стоичков провёл в ЦСКА, забив 38 мячей в 30 матчах чемпионата Болгарии, став лучшим бомбардиром национального чемпионата второй год подряд.

### «Барселона» и чемпионат мира 1994 года
В «Барселону» Стоичков перешёл в 1990 году. Сумма трансфера составила 2 млн фунтов стерлингов. Отношения между двумя личностями складывались неровно. В первых 4 сезонах в «Барселоне» Стоичков забил 67 мячей в 124 матчах чемпионата. Уже 18 ноября 1990 года Стоичков сделал хет-трик в ворота «Кастельона» в матче чемпионата Испании (6:0). 10 марта 1991 года сделал покер в ворота «Атлетика Бильбао». 

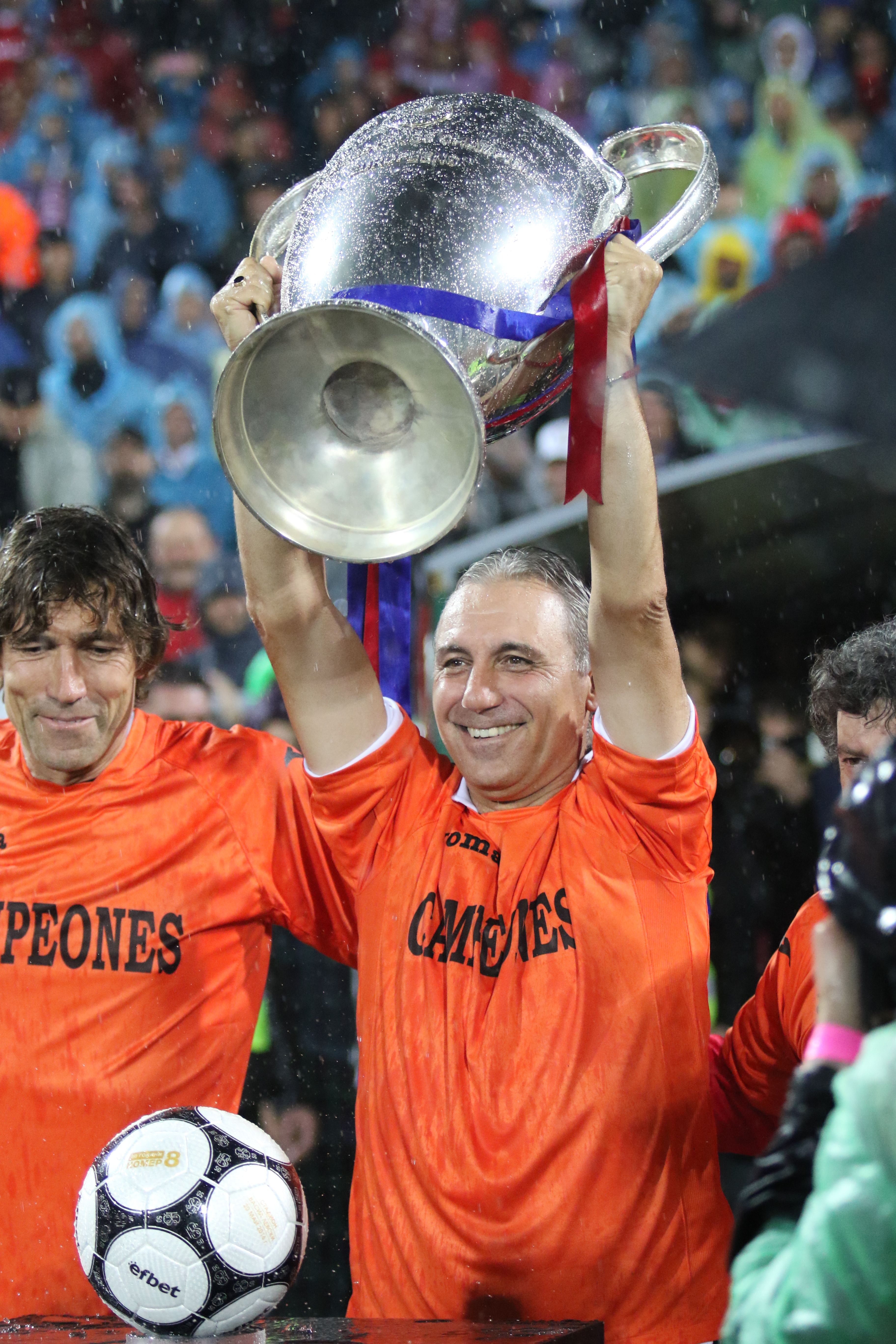
Стоичков с Кубком европейских чемпионов 1992 года, выигранным с «Барселоной», 2016 год

В сезоне 1991/92  Стоичков забил 17 мячей в чемпионате Испании, стал третьим бомбардиром турнира и помог «Барселоне» выиграть титул. В том же сезоне 1991/92 «Барселона» стала последним победителем Кубка европейских чемпионов (со следующего сезона турнир стал называться Лига чемпионов). При этом каталонская команда едва не вылетела из турнира уже во втором раунде, когда Хосе Мари Бакеро забил спасительный мяч в ворота «Кайзерслаутерна» на 90-й минуте ответного матча в Германии, и «Барселона» прошла дальше благодаря правилу гостевого гола. На групповой стадии Стоичков забил три мяча в двух играх против киевского «Динамо» и ещё один мяч в ворота «Бенфики» В финале против «Сампдории» на «Уэмбли» единственный мяч в матче забил в дополнительное время защитник каталонцев Рональд Куман. Стоичков отыграл полный матч.
В сезоне 1992/93 «Барселона» вновь стала чемпионом Испании, всего на одно очко опередив «Реал Мадрид» в последнем туре. Стоичков с 20 голами разделил третье место в списке лучших бомбардиров чемпионата с бывшим партнёром по ЦСКА Любославом Пеневым, который тогда выступал за «Валенсию». 19 сентября 1992 года Стоичков отметился хет-триком в ворота «Атлетико» (4:1). Однако уже в 1992 году начали распространяться слухи о возможном уходе Стоичкова из-за разногласий с Кройфом. 
В чемпионате Испании 1993/94 основную роль в атаке «Барселоны» стал играть Ромарио, пришедший из ПСВ, который забил 30 мячей. Стоичков же забил 16 мячей в чемпионате. В сезоне 1993/94 «Барселона» дошла до финала Лиги чемпионов. Стоичков отметился в турнире 7 голами, в том числе дублем в полуфинале против «Порту» (3:0). В финале в Афинах «Барселона» Кройфа была разгромлена «Миланом» Фабио Капелло (0:4), Стоичков провёл на поле весь матч и получил жёлтую карточку. 
В 1994 году Христо Стоичков пережил наивысший взлёт своей карьеры: сборная Болгарии дошла до полуфинала на чемпионате мира в США (Стоичков забил по мячу в матчах 1/8, 1/4 и 1/2 финала), был признан лучшим футболистом года в Европе. Затем, однако, ему стало совсем неуютно в «Барселоне», и он на один сезон ушёл в итальянскую «Парму», затем вернулся в Каталонию, когда Кройфа там уже не было (команду возглавил Бобби Робсон). В сезоне 1996/97 Стоичков в конце августа забил мяч в игре за Суперкубок Испании против «Атлетико», а затем сделал дубль в первом туре чемпионата в игре против «Овьедо» (4:2), но уже вскоре в «Барселоне» в полную силу засверкал талант молодого Роналдо, который забил 34 мяча в 37 матчах чемпионата. Важную роль в атаке играл и перешедший из «Реала» Луис Энрике (17 голов в чемпионате). Стоичков в итоге забил в чемпионате 7 мячей в 24 играх, отличился он и в игре последнего тура против «Райо Вальекано» 22 июня 1997 года. В победном финале Кубка кубков против «Пари Сен-Жермен» (1:0, гол Роналдо с пенальти) Стоичков появился на поле лишь за пять минут до конца матча, заменив Ивана де ла Пенью.

### После «Барселоны»
Вскоре после окончания чемпионата Европы 1996 года, когда Болгарский футбольный союз уволил тренера сборной Димитра Пенева, Стоичков в одиночестве предпринял протест против этой несправедливой, на его взгляд, санкции и целый год игнорировал призывы в сборную. Многие авторитетные люди в Болгарии призывали тогда занять непримиримую позицию по отношению к бунтарю. Но преемник Пенева — Христо Бонев — проявил терпимость.
8 июня 1997 года — почти за год до начала чемпионата мира — Стоичков вернулся после годичной самоизоляции. Болгары играли в Бургасе в матче против сборной Люксембурга отборочный матч. Стоичков открыл счёт в этой встрече, которая завершилась крупной победой 4:0.
В том же году после победы Болгарии над Россией 1:0 дома Стоичков в интервью обронил неосторожную фразу «Русские освободили нас от фашистов, а мы их — от чемпионата мира» (по другим данным, вместо слова «фашистов» он произнёс «турок»), из-за чего подвергался критике российскими поклонниками. Сам Стоичков в дальнейшем говорил, что никого не хотел обидеть этими словами и подразумевал, что сборная Болгарии тогда была намного сильнее России.
На самом чемпионате мира 1998 года сборная Болгарии вылетела после первого же раунда, набрав всего одно очко и забив один гол.
Под конец карьеры Стоичков играл в «Чикаго Файр». В составе этой команды выиграл Кубок США. Он является одним из лучших бомбардиров в истории команды, входил в «Dream Team» MLS.

### После завершения карьеры футболиста
В 2004 году Стоичков был назначен главным тренером сборной Болгарии и руководил ей до весны 2007 года, после чего стал главным тренером испанской «Сельты». В 2011 году был советником президента ФК «Ростов». 5 января 2012 года назначен главным тренером «Литекса».
В 2013 году Стоичкова несколько раз обвиняли в том, что он получил 150 тысяч тонн древесины, используя протекции.

## Достижения

### Командные
ЦСКА (София)
- Чемпион Болгарии (3): 1986/87, 1988/89, 1989/90
- Обладатель Кубка Болгарии (4): 1984/85, 1986/87, 1987/88, 1988/89

«Барселона»
- Чемпион Испании (5): 1990/91, 1991/92, 1992/93, 1993/94, 1997/98
- Обладатель Кубка Испании (2): 1996/97, 1997/98
- Обладатель Суперкубка Испании (4): 1991, 1992, 1994, 1996
- Обладатель Кубка европейских чемпионов: 1991/92
- Обладатель Суперкубка УЕФА (2): 1992, 1997
- Обладатель Кубка обладателей кубков УЕФА: 1996/97

«Аль-Наср»
- Обладатель Кубка обладателей кубков Азии: 1997/98

«Касива Рейсол»
- Обладатель Кубка Джей-лиги: 1999

«Чикаго Файр»
- Обладатель Кубка США: 2000

### Личные
- Обладатель «Золотого мяча» по версии France Football: 1994
- Лучший футболист Болгарии (5): 1989, 1990, 1991, 1992, 1994
- Лучший бомбардир чемпионата Болгарии (2): 1988/89 (23 гола), 1989/90 (38 голов)
- Лучший бомбардир Кубка обладателей кубков УЕФА: 1989
- Обладатель «Золотой бутсы» как лучший бомбардир в Европе: 1990 (38 голов)
- Лучший бомбардир чемпионата мира: 1994 (6 голов)
- Футболист года в Европе (Onze d'Or): 1992
- Лучший иностранный игрок чемпионата Испании: 1993/94
- Второй игрок Европы по версии французского журнала Onze Mondial: 1994
- Обладатель «Бронзового мяча» чемпионата мира: 1994
- Входит в символическую сборную чемпионата мира: 1994
- Символическая сборная года MLS: 2000
- Игрок месяца MLS: июнь 2001
- Рекордсмен сборной Болгарии по количеству голов на чемпионатах мира: 6 голов
- Рекордсмен сборной Болгарии по количеству голов на чемпионатах Европы: 3 гола
- Рекордсмен чемпионата Болгарии по количеству голов в одном сезоне: 38 голов
- Обладатель приза IFFHS лучшему бомбардиру мира в международных матчах: 1994[11]
- Включён в список ФИФА 100
- Golden Foot: 2007 (в номинации «Легенды футбола»)
- Обладатель юбилейной награды УЕФА лучшему футболисту Болгарии за последние 50 лет: 2004
- Включён в список величайших футболистов XX века по версии World Soccer
- Почётный гражданин Софии, Стара-Загоры и Пловдива

### Награды
- Орден «Стара-планина» I степени (20 июля 1994 года)[12]
- Почётный знак Президента Болгарии (2016 год)[13]

## Статистика выступлений
| Клуб                 | Сезон                | Лига | Лига | Кубки | Кубки | Еврокубки / Кубки АФК | Еврокубки / Кубки АФК | Прочие | Прочие | Итого | Итого |
| Клуб                 | Сезон                | Игры | Голы | Игры  | Голы  | Игры                  | Голы                  | Игры   | Голы   | Игры  | Голы  |
| -------------------- | -------------------- | ---- | ---- | ----- | ----- | --------------------- | --------------------- | ------ | ------ | ----- | ----- |
| Марица               | 1981/82              | 1    | 0    | 0     | 0     | -                     | -                     | 0      | 0      | 1     | 0     |
| Марица               | Итого                | 1    | 0    | 0     | 0     | 0                     | 0                     | 0      | 0      | 1     | 0     |
| Хеброс               | 1982/83              | 11   | 4    | 0     | 0     | -                     | -                     | 0      | 0      | 11    | 4     |
| Хеброс               | 1983/84              | 21   | 10   | 1     | 1     | -                     | -                     | 0      | 0      | 22    | 11    |
| Хеброс               | 1984/85              | 0    | 0    | 1     | 1     | -                     | -                     | 0      | 0      | 1     | 1     |
| Хеброс               | Итого                | 32   | 14   | 2     | 2     | 0                     | 0                     | 0      | 0      | 34    | 16    |
| ЦСКА (София)         | 1984/85              | 11   | 0    | 7     | 1     | 0                     | 0                     | 0      | 0      | 18    | 1     |
| ЦСКА (София)         | 1985/86              | 0    | 0    | 3     | 2     | 0                     | 0                     | 0      | 0      | 3     | 2     |
| ЦСКА (София)         | 1986/87              | 25   | 6    | 3     | 1     | 7                     | 4                     | 0      | 0      | 35    | 11    |
| ЦСКА (София)         | 1987/88              | 27   | 14   | 6     | 3     | 2                     | 0                     | 0      | 0      | 35    | 17    |
| ЦСКА (София)         | 1988/89              | 26   | 23   | 9     | 12    | 8                     | 7                     | 0      | 0      | 43    | 42    |
| ЦСКА (София)         | 1989/90              | 30   | 38   | 9     | 3     | 5                     | 3                     | 1      | 1      | 45    | 45    |
| ЦСКА (София)         | Итого                | 119  | 81   | 37    | 22    | 22                    | 14                    | 1      | 1      | 179   | 118   |
| Барселона            | 1990/91              | 24   | 14   | 5     | 2     | 8                     | 6                     | 1      | 0      | 38    | 22    |
| Барселона            | 1991/92              | 32   | 17   | 1     | 1     | 9                     | 4                     | 1      | 0      | 43    | 22    |
| Барселона            | 1992/93              | 34   | 20   | 4     | 0     | 3                     | 0                     | 5      | 3      | 46    | 23    |
| Барселона            | 1993/94              | 34   | 16   | 4     | 0     | 8                     | 7                     | 2      | 1      | 48    | 24    |
| Барселона            | 1994/95              | 27   | 9    | 2     | 2     | 8                     | 3                     | 2      | 3      | 39    | 17    |
| Барселона            | Итого                | 151  | 76   | 16    | 5     | 36                    | 20                    | 11     | 7      | 214   | 108   |
| Парма                | 1995/96              | 23   | 5    | 1     | 0     | 5                     | 2                     | 1      | 0      | 30    | 7     |
| Парма                | Итого                | 23   | 5    | 1     | 0     | 5                     | 2                     | 1      | 0      | 30    | 7     |
| Барселона            | 1996/97              | 22   | 7    | 4     | 0     | 7                     | 0                     | 2      | 1      | 35    | 8     |
| Барселона            | 1997/98              | 2    | 0    | 1     | 0     | 2                     | 1                     | 1      | 0      | 6     | 1     |
| Барселона            | Итого                | 24   | 7    | 5     | 0     | 9                     | 1                     | 3      | 1      | 41    | 9     |
| Всего за «Барселону» | Всего за «Барселону» | 175  | 83   | 21    | 5     | 45                    | 21                    | 14     | 8      | 255   | 117   |
| ЦСКА (София)         | 1997/98              | 4    | 1    | 1     | 1     | 0                     | 0                     | 0      | 0      | 5     | 2     |
| ЦСКА (София)         | Итого                | 4    | 1    | 1     | 1     | 0                     | 0                     | 0      | 0      | 5     | 2     |
| Всего за ЦСКА        | Всего за ЦСКА        | 123  | 82   | 38    | 23    | 22                    | 14                    | 1      | 1      | 184   | 120   |
| Ан-Наср              | 1997/98              | 0    | 0    | 0     | 0     | 2                     | 1                     | 0      | 0      | 2     | 1     |
| Ан-Наср              | Итого                | 0    | 0    | 0     | 0     | 2                     | 1                     | 0      | 0      | 2     | 1     |
| Касива Рейсол        | 1998                 | 16   | 8    | 1     | 0     | 0                     | 0                     | 0      | 0      | 17    | 8     |
| Касива Рейсол        | 1999                 | 11   | 4    | 1     | 1     | 0                     | 0                     | 0      | 0      | 12    | 5     |
| Касива Рейсол        | Итого                | 27   | 12   | 2     | 1     | 0                     | 0                     | 0      | 0      | 29    | 13    |
| Чикаго Файр          | 2000                 | 25   | 13   | 3     | 1     | -                     | -                     | 0      | 0      | 28    | 14    |
| Чикаго Файр          | 2001                 | 20   | 6    | 3     | 2     | -                     | -                     | 0      | 0      | 23    | 8     |
| Чикаго Файр          | 2002                 | 19   | 2    | 0     | 0     | -                     | -                     | 0      | 0      | 19    | 2     |
| Чикаго Файр          | Итого                | 64   | 21   | 6     | 3     | 0                     | 0                     | 0      | 0      | 70    | 24    |
| Ди Си Юнайтед        | 2003                 | 23   | 5    | 3     | 1     | -                     | -                     | 0      | 0      | 26    | 6     |
| Ди Си Юнайтед        | Итого                | 23   | 5    | 3     | 1     | 0                     | 0                     | 0      | 0      | 26    | 6     |
| Всего за карьеру     | Всего за карьеру     | 468  | 222  | 73    | 35    | 74                    | 38                    | 16     | 9      | 631   | 304   |